# Силван (тауншип, Миннесота)
Силван (англ. Sylvan) — тауншип в округе Касс, Миннесота, США. На 2000 год его население составило 1965 человек.

## География
По данным Бюро переписи населения США площадь тауншипа составляет 89,9 км², из которых 79,7 км² занимает суша, а 10,1 км² — вода (11,24 %).

## Демография
По данным переписи населения 2000 года здесь находились 1965 человек, 717 домохозяйств и 569 семей.  Плотность населения —  24,6 чел./км².  На территории тауншипа расположено 1083 постройки со средней плотностью 13,6 построек на один квадратный километр. Расовый состав населения: 98,12 % белых, 0,05 % афроамериканцев, 0,15 % коренных американцев, 0,25 % азиатов, 0,10 % c Тихоокеанских островов, 0,05 % — других рас США и 1,27 % приходится на две или более других рас. Испанцы или латиноамериканцы любой расы составляли 0,66 % от популяции тауншипа.
Из 717 домохозяйств в 37,5 % воспитывались дети до 18 лет, в 69,3 % проживали супружеские пары, в 5,7 % проживали незамужние женщины и в 20,6 % домохозяйств проживали несемейные люди. 16,2 % домохозяйств состояли из одного человека, при том 4,9 % из — одиноких пожилых людей старше 65 лет. Средний размер домохозяйства — 2,74, а семьи — 3,05 человека.
28,9 % населения — младше 18 лет, 7,0 % — в возрасте от 18 до 24 лет, 30,2 % — от 25 до 44, 23,8 % — от 45 до 64, и 10,2 % — старше 65 лет. Средний возраст — 36 лет. На каждые 100 женщин приходилось 103,2 мужчин.  На каждые 100 женщин старше 18 приходилось 101,6 мужчин.
Средний годовой доход домохозяйства составлял 43 173 доллара, а средний годовой доход семьи —  47 216 долларов. Средний доход мужчин —  35 458  долларов, в то время как у женщин — 22 688. Доход на душу населения составил 17 493 доллара. За чертой бедности находились 4,7 % семей и 7,1 % всего населения тауншипа, из которых 8,9 % младше 18 и 3,0 % старше 65 лет.